# Pachycrepoideus vindemmiae
Pachycrepoideus vindemmiae är en stekelart som först beskrevs av Camillo Rondani 1875.  Pachycrepoideus vindemmiae ingår i släktet Pachycrepoideus och familjen puppglanssteklar. Arten är reproducerande i Sverige. Inga underarter finns listade i Catalogue of Life.